# Войнашівська сільська рада
Войнаші́вська сільська́ ра́да — адміністративно-територіальна одиниця та орган місцевого самоврядування в Барському районі Вінницької області. Адміністративний центр — село Войнашівка.

## Загальні відомості
- Територія ради: 43,512 км²
- Населення ради: 4 371 особа (станом на 2001 рік)
- Територією ради протікає річка Рів.

## Населені пункти
Сільраді були підпорядковані населені пункти:
- с. Войнашівка
- с-ще Бар
- с. Заможне
- с. Затоки
- с. Каноницьке
- с. Мирне
- с. Міжлісся
- с. Пляцина

## Склад ради
Рада складалася з 26 депутатів та голови.
- Голова ради: Скопчак Василь Олексійович
- Секретар ради: Шевчук Оксана Петрівна

### Керівний склад попередніх скликань
| Прізвище, ім'я, по батькові | Основні відомості                                                 | Дата обрання | Дата звільнення |
| --------------------------- | ----------------------------------------------------------------- | ------------ | --------------- |
| Скопчак Василь Олексійович  | Сільський голова, 1955 року народження, освіта вища, партійний    | 26.03.2006   | 31.10.2010      |
| Скопчак Василь Олексійович  | Сільський голова, 1955 року народження, освіта вища, безпартійний | 31.10.2010   | 25.10.2015      |
| Скопчак Василь Олексійович  | Сільський голова, 1955 року народження, освіта вища, безпартійний | 25.10.2015   |                 |

Примітка: таблиця складена за даними сайту Верховної Ради України

### Депутати
За результатами місцевих виборів 2010 року депутатами ради стали:

#### За суб'єктами висування
| Суб'єкт висування                                       | Кількість обраних депутатів | %    |
| ------------------------------------------------------- | --------------------------- | ---- |
| Самовисування                                           | 16                          | 61,5 |
| Партія регіонів                                         | 6                           | 23,1 |
| Політична партія Всеукраїнське об'єднання «Батьківщина» | 3                           | 11,5 |
| Єдиний Центр                                            | 1                           | 3,8  |

#### За округами
| № округу                                                | Прізвище, ім'я, по батькові        | Дата визнання обраним | Освіта             | Партійна приналежність                        | Відомості про обраного депутата                       |
| ------------------------------------------------------- | ---------------------------------- | --------------------- | ------------------ | --------------------------------------------- | ----------------------------------------------------- |
| Єдиний Центр                                            |                                    |                       |                    |                                               |                                                       |
| 16                                                      | Зубіков Анатолій Петрович          | 04.11.2010            | середня спеціальна | позапартійний                                 | ТОВ «Міжлісся», тракторист                            |
| Партія регіонів                                         |                                    |                       |                    |                                               |                                                       |
| 3                                                       | Олійник Богдан Олександрович       | 04.11.2010            | середня спеціальна | позапартійний                                 | ПП «Оптової торгівлі», менеджер                       |
| 4                                                       | Тесовський Володимир Альбінович    | 04.11.2010            | вища               | позапартійний                                 | «Укрресурс», керівник                                 |
| 7                                                       | Бабійчук Микола Анатолійович       | 04.11.2010            | середня спеціальна | позапартійний                                 | фермерське господарство «Династія», заступник голови  |
| 14                                                      | Лясковський Андрій Володимирович   | 04.11.2010            | середня спеціальна | позапартійний                                 | птахокомбінат, майстер                                |
| 23                                                      | Задорожний Анатолій Григорович     | 04.11.2010            | вища               | позапартійний                                 | ТОВ «Міжлісся», охоронник                             |
| 26                                                      | Фещик Лілія Іванівна               | 04.11.2010            | вища               | позапартійна                                  | Войнашівська загальноосвітня школа І-ІІІ ст., вчитель |
| Політична партія Всеукраїнське об'єднання «Батьківщина» |                                    |                       |                    |                                               |                                                       |
| 9                                                       | Шевчук Ліна Михайлівна             | 04.11.2010            | середня спеціальна | позапартійна                                  | дитсадок «Міжлісся», завідувачка                      |
| 17                                                      | Лакомський Анатолій Петрович       | 04.11.2010            | вища               | член Всеукраїнського об'єднання «Батьківщина» | тимчасово не працює                                   |
| 22                                                      | Шевчук Олександр Володимирович     | 04.11.2010            | вища               | член Всеукраїнського об'єднання «Батьківщина» | ТзОВ «Західмолоко», гол.інженер                       |
| Самовисування                                           |                                    |                       |                    |                                               |                                                       |
| 1                                                       | Шпак Олександр Григорович          | 04.11.2010            | середня            | позапартійний                                 | Барська нафтобаза, водій                              |
| 2                                                       | Мазур Олександр Степанович         | 04.11.2010            | середня спеціальна | позапартійний                                 | ТОВ «Міжлісся», бригадир будівельної бригади          |
| 5                                                       | Цимбалюк Люба Григорівна           | 04.11.2010            | середня спеціальна | позапартійна                                  | ТОВ «Міжлісся», інженер ВК                            |
| 6                                                       | Гнатюк Сергій Олександрович        | 04.11.2010            | вища               | позапартійний                                 | ТОВ «Міжлісся», агроном                               |
| 8                                                       | Шевчук Оксана Петрівна             | 04.11.2010            | вища               | позапартійна                                  | сільська рада, секретар                               |
| 10                                                      | Гнап Валерій Леонтійович           | 04.11.2010            | вища               | позапартійний                                 | З-д вокзал, начальник                                 |
| 11                                                      | Скопчак Андрій Володимирович       | 04.11.2010            | вища               | позапартійний                                 | Барські районні електромережі, диспетчер              |
| 12                                                      | Блащук Віктор Миколайович          | 04.11.2010            | вища               | позапартійний                                 | сільська рада, землевпорядник                         |
| 13                                                      | Черкас Тамара Михайлівна           | 04.11.2010            | вища               | позапартійна                                  | амбулаторія, терапевт                                 |
| 15                                                      | Демчук Леонід Іванович             | 04.11.2010            | вища               | позапартійний                                 | Войнашівська загальноосвітня школа І-ІІІ ст., вчитель |
| 18                                                      | Розбийголова Руслан Ананатолійович | 04.11.2010            | середня спеціальна | позапартійний                                 | приватне підприємство                                 |
| 19                                                      | Пустовіт Володимир Васильович      | 04.11.2010            | середня спеціальна | позапартійний                                 | ТОВ «Тасман», товарний оператор                       |
| 20                                                      | Вакулінська Галина Анатоліївна     | 04.11.2010            | вища               | позапартійна                                  | тимчасово не працює                                   |
| 21                                                      | Огороднік Микола Дмитрович         | 04.11.2010            | середня спеціальна | позапартійний                                 | Літин мясокомбінат, менеджер                          |
| 24                                                      | Любин Святослав Володимирович      | 04.11.2010            | вища               | позапартійний                                 | Войнашівська загальноосвітня школа І-ІІІ ст., вчитель |
| 25                                                      | Чемиртан Володимир Ілліч           | 04.11.2010            | вища               | позапартійний                                 | ТОВ «Аулот», директор                                 |